# Wetteren
Wetteren és un municipi belga de la província de Flandes Oriental a la regió de Flandes. Està compost perls pobles de Wetteren, Massemen i Westrem. L'1 de gener de 2006, Wetteren tenia 23 209 habitants. L'àrea total és de 36,68 km² resultant una densitat de població de 633 habitants/km².

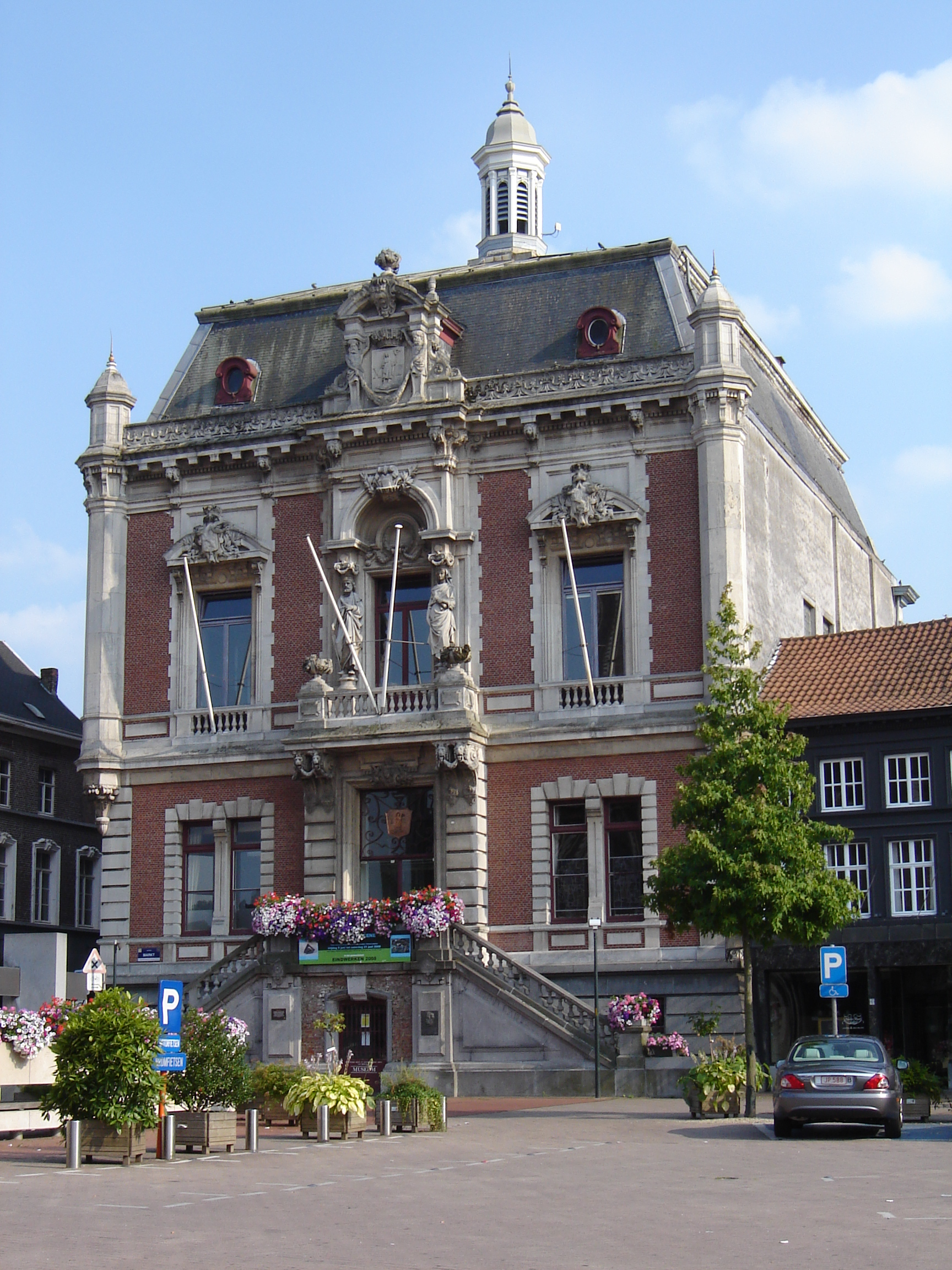
Ajuntament de Wetteren.

## Llista de burgmestres
- Charles Hippolyte Vilain XIIII (Katholieke Partij) (1822-1840 i 1848-1873)
- Constantin Van Cromphaut (Katholieke Partij) (1873-1879)
- Abel de Kerchove d'Exaerde (Katholieke Partij) (1879-1891)
- Joseph du Château (Katholieke Partij) (1927-1957)
- Leon Vuylsteke (CVP) (1958-1976)
- Jaques De Graeve (Socialistische Partij) (1976-1981)
- Valère Van Severen) (Socialistische Partij) (1981-1983)
- René Uyttendaele (CVP) (1983-1990)
- Marc Gybels (CD&V (1991-2010)
- Alain Pardaen (CD&V (2010-)

## Galeria d'imatges

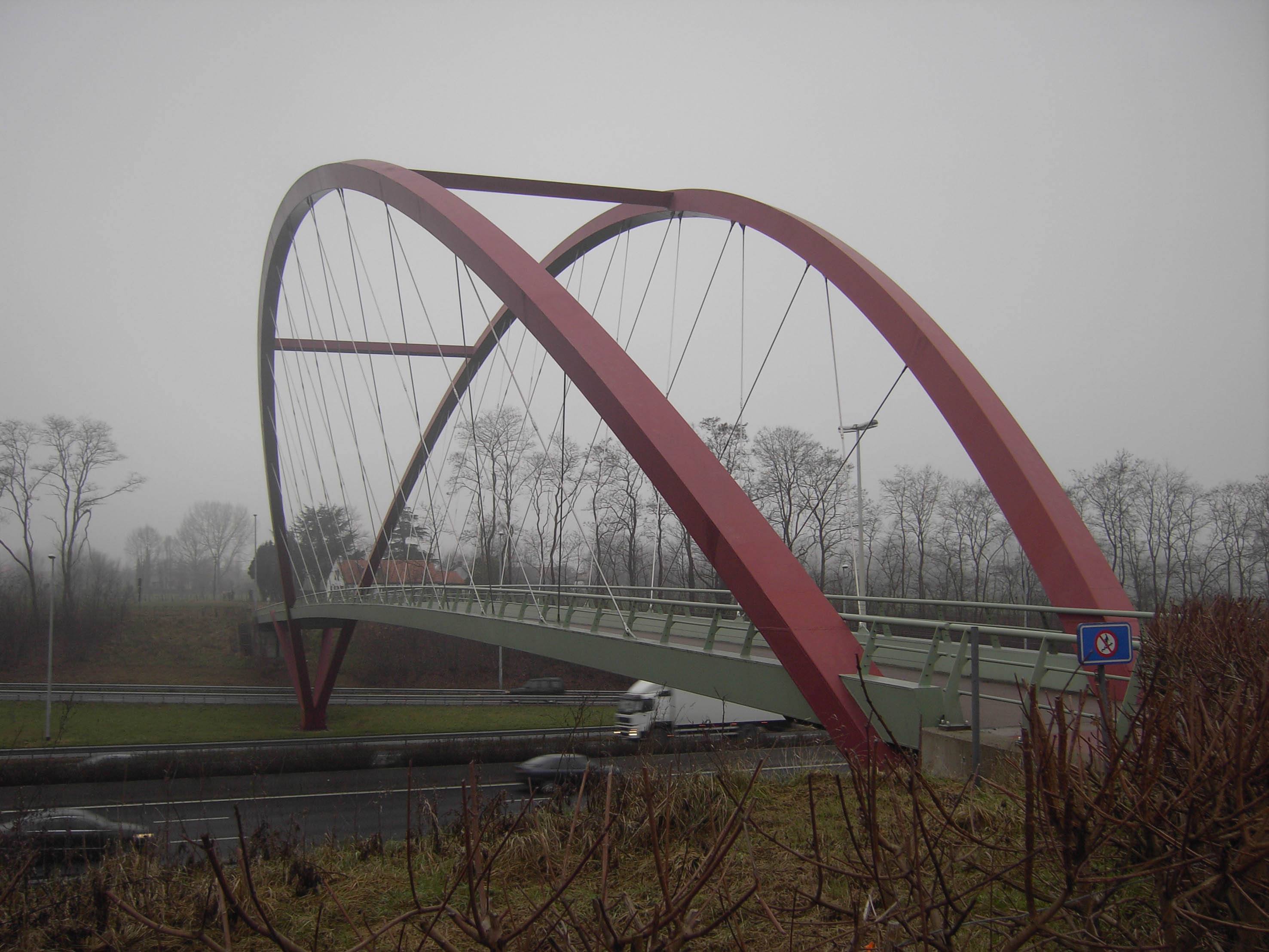
Pont Voetgangersbrug E40.
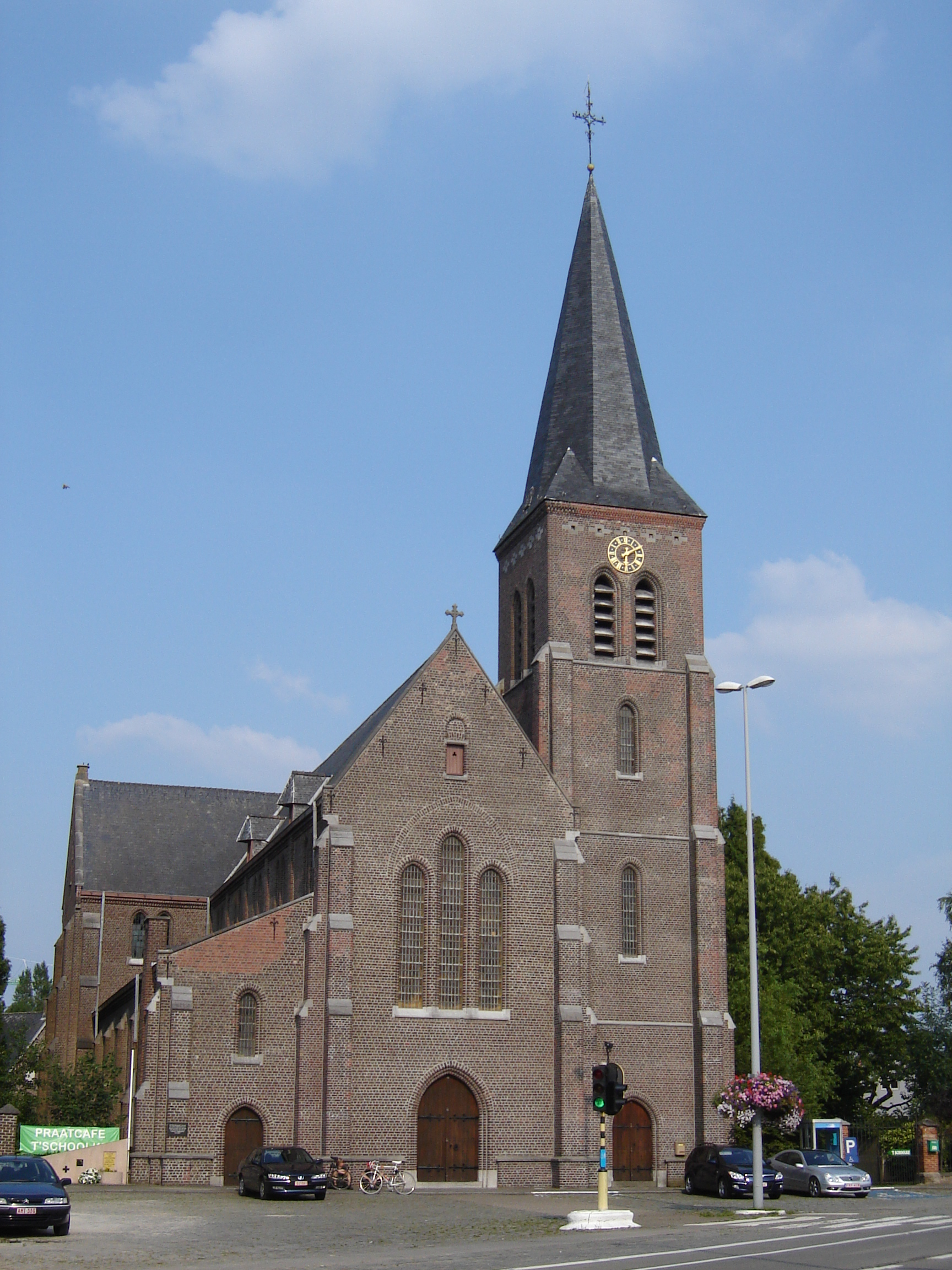
Església del Sagrat Cor en Kwatrecht, Wetteren.
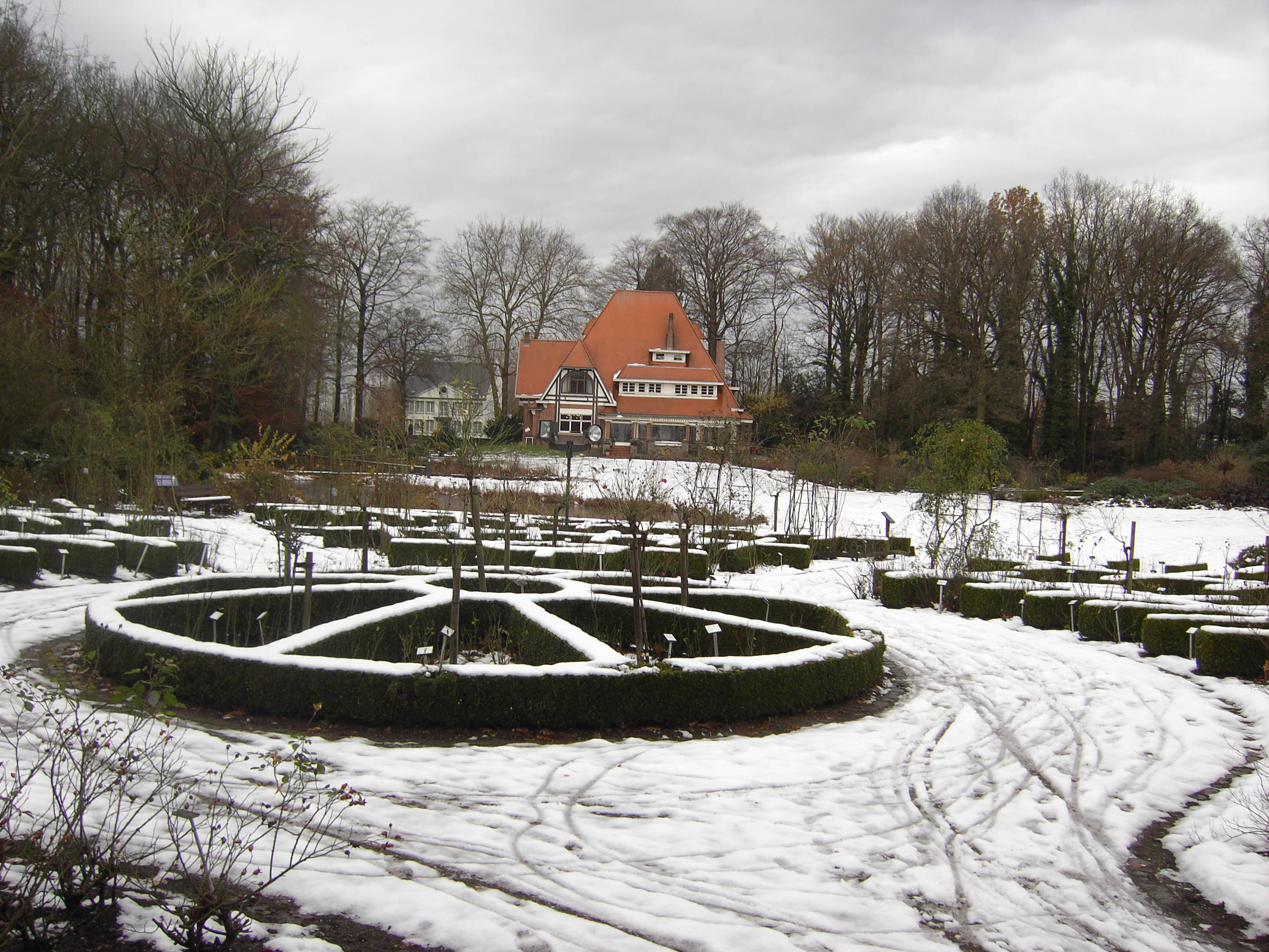
Nevada de 2008.
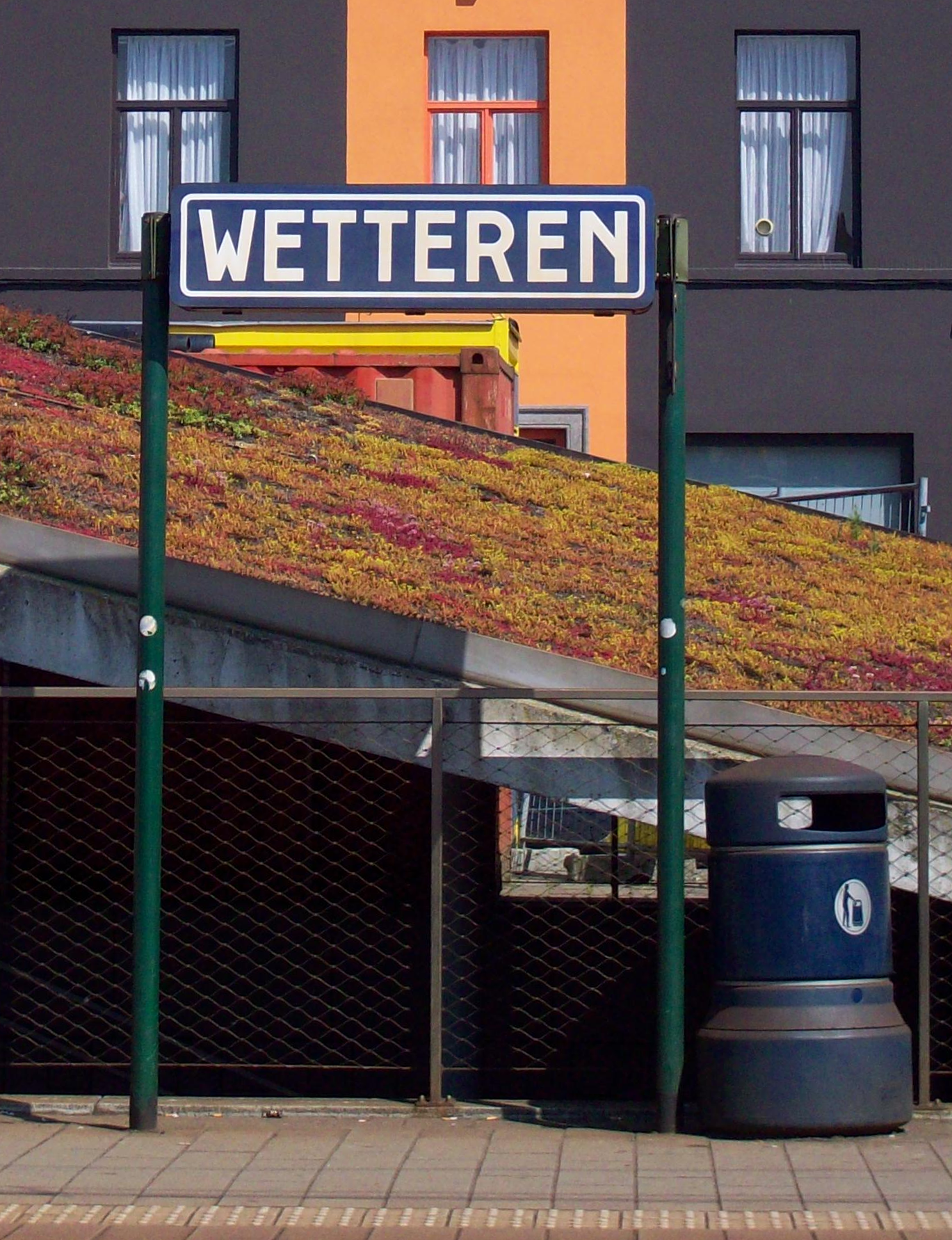
Estació de tren.
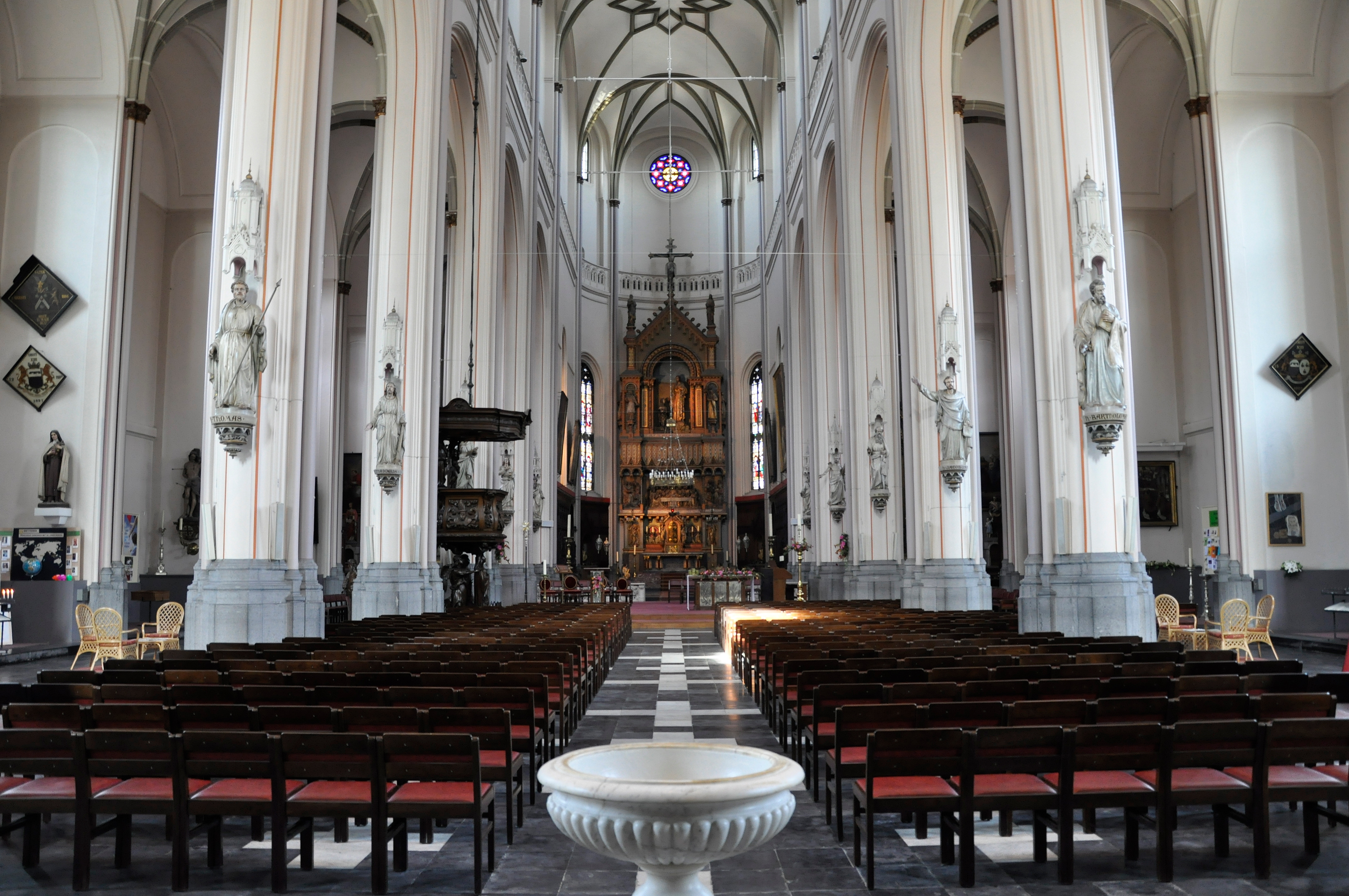
Església en Sint-Gertrudiskerk, Wetteren.